# Domašov (Brno-vidéki járás)
Domašov település Csehországban, a Brno-vidéki járásban. Domašov Říčky, Rudka, Javůrek, Zálesná Zhoř, Lesní Hluboké és Litostrov településekkel határos. Lakosainak száma 683 fő (2024. január 1.).

## Népesség
A település lakosságának változását az alábbi diagram mutatja:
| Lakosok száma | 695  | 699  | 655  | 608  | 587  | 583  | 643  | 651  | 667  | 683  |
|               | 1869 | 1890 | 1921 | 1950 | 1980 | 2001 | 2017 | 2019 | 2022 | 2024 |